# Sigurður Guðmundsson

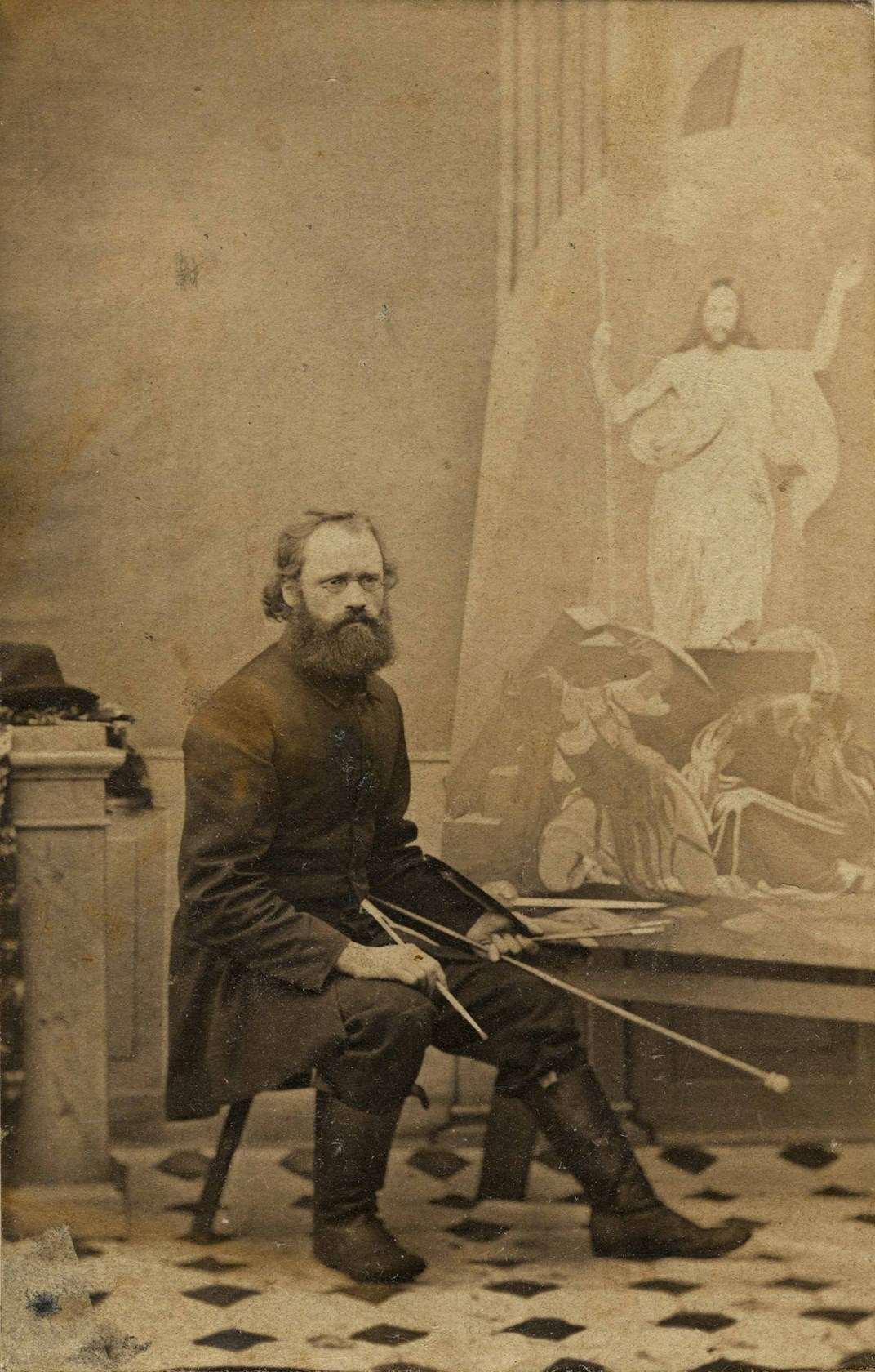
Sigurður Guðmundsson.

Sigurður Guðmundsson, Sigurður málari, född 9 mars 1833 i Skagafjörður, död 7 september 1874, var en isländsk målare och arkeolog. 
Sigurður Guðmundsson gav genom avhandlingen Om den islandske nationaldragt i oldtiden (i "Ný Fjelagsrit", 1857) upphov till bruket av den nutida kvinnliga festdräkten på Island. På hans initiativ bildades även fornsakssamlingen i Reykjavik. Hans undersökning av den forna alltingsplatsen ledde på grund av hans alltför livliga fantasi till ytterst osäkra och delvis otvivelaktigt oriktiga resultat, som finns framställda i Alþingisstaður.